# Мештровићев павиљон
Мештровићев павиљон, званично Дом хрватских ликовних умјетника или колоквијално Џамија, културна је установа и службено сједиште Хрватског друштва ликовних умјетника смјештено на Тргу жртава фашизма у центру Загреба, главног града Републике Хрватске.
Павиљон је дизајнирао и изградио 1938. године Иван Мештровић и од времена изградње до данас имао је неколико функција. Умјетничка галерија прије Другог свјетског рата, за вријеме постојања Независне Државе Хрватске постала је џамија, а у послијератном периоду је претворена у Музеј револуције. Враћен је Хрватском друштву ликовних умјетника 1990. године. Након опсежне обнове, служи као простор за изложбе и догађаје од 2006. године.

## Историја

### Замисао
Почетком тридесетих година 20. вијека, хрватско умјетничко друштво Јосип Јурај Штросмајер тражило је нови изложбени простор. У то вријеме, скулптору Ивану Мештровићу, тада предсједнику умјетничког друштва Штросмајер, тад је задатак да направи скулптуру у част краља Петра Карађорђевића на Тргу краља Петра у Загребу.
Препознајући прилику да искомбинује ове двије потребе, Мештровић предлаже да умјесто једне скулптуре буде изграђена зграда на тргу. Након преговора, Мештровићев приједлог је прихваћен и задужбина за изградњу Дома ликовних умјетности краља Петра I Великога Ослободиоца је основана 1933. године.

### Првобитна грађевина и план
Мештровић је осмислио идејни концепт зграде 1933. године. Архитекте Ладислав Хорват и Харолд Билинић, који су често сарађивали са Мештровићем, израдили су детаљне планове засноване на Мештровићевом идејном пројекту. Као резултат изграђена је једна од првих кружних изложбених дворана у региону.
Унутрашњост је дизајнирана тако да се могу смјестити три умјетничке категорије: скулптуре, слике и фотографије/радови на папиру. Главни улаз павиљона се налази у вестибилу с обје стране степеништа. Непосредно испред се налази средишња изложбена дворана, цилиндричан простор дизајниран за излагање скулптура. Изнад улаза у овај простор налази се рељеф краља Петра I Карађорђевића којег је израдио Иван Мештровић. Степенице воде до кружне изложбене дворане. Мања, концентрична изложбена дворана отвара се у цилиндричном простору и пружа поглед ка галерији испод.
Купола павиљона, коју је испланирао архитекта Звонимир Кавурић, састоји се од округлих стаклених плочица дебљине од 57 мм и промјера од 125 мм и постављена је у бетонску шкољку дебљине 57 мм, омогућавајући природној свјетлости да испуни изложбене дворане.
Дом ликовних умјетности отворен је 1. децембра 1938. године са великом ретроспективном изложбом Пола вијека хрватске умјетности.

### Џамија
Павиљон је као умјетничка галерија функционисао само три године, након чега је претворен у џамију 1941. године, на самом почетку Другог свјетског рата. Архитекта Звонимир Пожгај предводио је пројекат прилагођавања унутрашњости павиљона како би боље одговарао функцијама џамије, док је Стјепан Панић дизајнирао спољашњост џамије. Пожгај је значајно промијенио унутрашњост павиљона, уводећи нови плафон од гвожђа и бетон испод првобитног плафона како би се ријешио проблем температуре и акустике. Према Планићевим плановима, три минарета висока 45 м постављена су око павиљона, али спољашњост зграде није промијењена. Планић је додао и фонтану која је била окружена клупама испред главног улаза у зграду. Унутрашњост џамије била је украшена са штуко цртежима заснованим на раним хрватским мотивима које су израдили вајари Ботухински, Брил, Иванковић, Јеан, Лобода, Лозица, Матијевић, Папић, Пенић, Перић, Радауш, Штиглер и Туркаљ.
Џамија је отворена 18. јула 1944. године и функционисала је све до 1945. године. Минарети су уништени и унутрашњи декор је уклоњен 1949. године, како би се павиљон преуредио за будући Музеј револуције.

### Музеј револуције
Архитекта Вјенцеслав Рихтер је предводио пројекат дизајнирања Музеја револуције, који је требало да прикаже документе везане са борбу партизана током Другог свјетског рата. Рихтер је додао још један спрат и нове степенице у унутрашњи простор и изградио нове зидове како би скрио његов кружни облик. Сви Рихтерови додаци су дизајнирани тако да се вежу за првобитну структуру, тако да се могу уклонити без нарушавања унутрашњости зграде. Музеј револуције је званично отворен 15. априла 1955. године.

### Рестаурација и реновирање
Средином осамдесетих година, покренута је расправа о функцији павиљона, а 1988. године кустоси Музеја револуције позвали су архитекте Ивана Црнковића и Дубравку Кисић да израде студију о изводљивости обнове павиљона у првобитном облику. У мају 1990. године, Хрватско друштво ликовних умјетника, на челу са Антом Рашићем, организовало је изложбу Документе—Аргументи како би представили историју грађевине. Градско вијеће Загреба је 1993. године издало дозволу да ХДЛУ врати своје сједиште у павиљон.
Реновирање павиљона почело је 2001. године према плановима архитекте Андије Мутњаковића. Прва фаза обухватала је уклањање свих непрвобитних слојева и објеката и завршена је 2003. године. Дијелови подрума и приземља су 2006. године уређени према плану архитекте Бранка Силађина.